# Kazushi Uchida
Kazushi Uchida (内田 和志 Uchida Kazushi?), född 9 oktober 1987 i Shizuoka prefektur, är en japansk fotbollsspelare.
Uchida började sin karriär 2010 i Fujieda MYFC. Han spelade 86 ligamatcher för klubben. Han avslutade karriären 2015.